# Francis Affergan
Francis Affergan est un anthropologue français, né à Oran le 12 mai 1945, spécialiste de la Martinique et des cultures créoles. Il a publié plusieurs ouvrages de réflexion sur l'anthropologie, son objet, ses méthodes. Il est aussi poète. 
Il est professeur à La Sorbonne (Université Paris Descartes) et membre fondateur du Canthel - Centre d'anthropologie culturelle (EA 4545 - CANTHEL) de l'Université Paris Descartes.Il est en outre Professeur invité à l'Université de Princeton(New-Jersey, U.S.A.)
Il a été Directeur de Programme au Collège International de Philosophie entre 1995 et 2002 et entre 2002 et 2009. Son séminaire portait sur l'histoire et l'épistémologie de l'anthropologie.
Il a publié entre autres, Martinique : les identités remarquables. Anthropologie d’un terrain revisité (Paris, PUF, 2006), et Le moment critique de l'anthropologie (Paris, Hermann, 2012). 
Francis Affergan dirige avec Erwan Dianteill, Cargo - Revue internationale d'anthropologie culturelle et sociale..

## Anthropologie de la Martinique
Francis Affergan a commencé sa carrière par l'étude de la Martinique à partir de 1972, terrain qu'il a achevé en 2011.  
Après avoir étudié différents aspects de la société et de la culture martiniquaises, dont les combats de coqs, la sorcellerie, les modalités de la parole politique, les commérages, le carnaval, le sort réservé à la minorité indienne, il est parvenu à élaborer diverses catégories susceptibles de rendre compte d’une situation dont l’originalité le dispute à la complexité. Parmi celles-ci, le concept d’auto-domination afin de souligner le caractère désiré d’une société d’enfermement, indique qu’une logique d’acceptation de la loi française et de la citoyenneté est venue brouiller tout le paysage historique[réf. nécessaire].

## La discipline anthropologique
Le second volet des recherches que Francis Affergan a entreprises depuis une quarantaine d’années consiste en une réinterrogation des fondations de la discipline anthropologique. Il s’est demandé sur quels paradigmes la discipline s’était constituée. Par exemple, faute d’archives concernant de nombreuses sociétés, comment utiliser le traitement historique nécessaire à l’évaluation du problème de la temporalité qui y est à l’œuvre ? Or dans ces sociétés, le temps n’a pas toujours le statut d’objet historique.
Deuxième exemple, la catégorie de croyance, qui se trouve au fondement de la vie sociale et culturelle, et qui constitue, en cela, le noyau rigide des enquêtes, n’est pourtant révélée ni par l’observation ni même par les entretiens. Un tel obstacle ne pose pas que des problèmes d’ordre méthodologique, mais interroge aussi l’objectif épistémologique de l’anthropologie. 
La question de la description pose, quant à elle, le redoutable problème de savoir si tout monde est descriptible et si tous les mondes donnés sont observables. 
La difficulté que rencontre l’anthropologie à se constituer en science sociale relève sans doute de la question du statut des sujets dont elle examine les conduites et les récits. Un sujet relève-t-il d’une logique distributive ou collective ? Son unité tient-elle de son identité auto-attributive ou hétéro-attributive ? Et comment passer du « je » au « nous » et, de là, comment réintégrer le sujet ?
Il se propose aussi de redécouvrir la notion d'altérité, sous un autre angle que celui, moral ou politique, qui a cours aujourd'hui. Si elle n'est que la conception d'une différence entre soi et l'autre, alors elle ne permet pas de découvrir l'autre en dehors de soi. Mais si elle devient un double mouvement dans un processus de réflexivité (socio-anthropologie), soi étant autre, autre étant autre, elle devient une réciproque, une interaction. Cette réciproque permet de redonner un caractère scientifique à l'étude, démarche qui n'est plus celle d'un observateur qui surplomberait son sujet d'étude. 
Un colloque international intitulé Penser l'exotisme, l'altérité et la pluralité des mondes. Anthropologie, Philosophie, Poésie lui a été consacré en mai 2015 à l'Institut d'Etudes Avancées et au Musée du Quai Branly. Les Actes ont paru en 2016 dans la Revue Cargo (numéro Hors-Série) sous l'intitulé: L’œuvre de Francis Affergan. Une Anthropologie des Traverses.

## Poésie
Parallèlement à toutes ces activités, Francis Affergan a publié trois séries de poèmes dans la revue Po&sie (numéro 127 en 2009  numéro 141 en 2012 et numéro 150 en 2015). 
En 2015, il a publié un recueil de poésies  intitulé Souffle accouru (Paris, Belin, 187 pages, Préface de Michel Deguy), dans lequel il tente de proposer un nouveau langage anthropologique.
Il vient de publier Ressui, un long texte de 18 poèmes, dans le n° 169 de la revue Po&sie(Décembre 2019).
En 2020, il vient de publier Anthropologie et Poésie. L'effondrement du symbolique, Paris, CNRS Edition
En Juin 2025, il publie un nouveau recueil "Emarger nuit", 216 poèmes(Editions Unicité) 